# Комедія ніяковіння
Комедія ніяковіння (англ. cringe comedy) — жанр комедії, гумор якої ґрунтується на соціально ніякових ситуаціях. Часто комедії ніяковіння мають багато спільних рис з докукомедіями, а їхній сюжет розгортається в офіційному середовищі, як-от на робочому місці, що забезпечує відчуття реальності для комедії.

## Приклади
До жанру комедії ніяковіння належать такі відомі програми телебачення:
- Мене звати Алан Партридж[en]
- Сайнфелд
- Офіс[en]
- Парки та зони відпочинку
- У Філадельфії завжди сонячно
- Містер Ді[en]
- Шоу Ларрі Сендерса[en]
- Угамуй свій запал
- П'ятнична вечеря[en]
- Уповільнений розвиток
- Шоу Алі Джі[en]
- Масовка (телесеріал)
- Відпадне шоу Тіма й Еріка, чудова робота![en]
- Повернення
- Американська сімейка
- Міранда
- Люди просто нічого не роблять[en][3]
- Містер Бін
- Луї
- Дівчата
- Проєкт «Мінді»[2]
- Переростки[en][4]
- Піп Шоу[5]
- Айтівці[6]
- Нейтан для вас[en][7]
- Остання людина на Землі[8]
- Схибнута колишня[en][9]
- ПЕН15[en]
- Дрантя
- Шоу Еріка Андре
- Думаю, що тобі варто піти[en]
- Незламна Кіммі Шмідт[10]
- Непрактичні жартівники[en][11]
- Хто є Америка?
- Жувальна гумка (телесеріал)[en]
- Віце[en][12]